# Dia Nader de El-Andari
Dia Nader Kadi de El-Andari (Beirut, Líbano, 1950) es una embajadora y política venezolana. Fue embajadora plenipotenciaria de Venezuela en Siria durante el periodo 2006―2009. También se desempeñó como encargada de negocios de Venezuela en la embajada de Serbia.

## Biografía
Dia Nader Kadi de El-Andari nació en 1950. A los 17 años, fue a estudiar a la Unión Soviética, donde se graduó en la Facultad de Físicas , Matemáticas y Ciencias Naturales de la Universidad de la Amistad de los Pueblos en Moscú,  obtuvo un máster en física en 1972. Entre 1975―1978, obtuvo su doctorado de la Universidad de Amistad de Pueblos. convirtiéndose en la primera zuliana especialista en física de la relatividad. A su regreso a Venezuela, trabajó en la Universidad de Zulia.
Entre 2004 y 2006 sirvió como tutora en el Ministerio de asuntos exteriores de Venezuela para Asia, el Oriente Medio y Oceanía. En 2006―2009 fue embajadora extraordinaria y plenipotenciaria de Venezuela en Siria.
Protagonizó el filme serbo-canadiense The Weight of Chains 2, que está ambientado en la situación político-económica de los estados de la Antigua Yugoslavia.
Actualmente se desempeña como embajadora plenipotenciaria de Venezuela en Serbia.

## Vida personal
Es hermana de la también fisicoquímica Nidal Nader Kadi. Es hablante fluida en español, árabe, ruso e inglés.